# Diclinanona
Diclinanona is een geslacht uit de familie Annonaceae. De soorten uit het geslacht komen voor in tropisch Zuid-Amerika.

## Soorten
- Diclinanona calycina (Diels) R.E.Fr.
- Diclinanona matogrossensis Maas
- Diclinanona tessmannii Diels